# Dienes István
Dienes István (Nyíregyháza, 1929. augusztus 15. – Budapest, 1995. október 29.) magyar régész.

## Élete
Az ELTE régész-muzeológus szakán tanult 1950 és 1954 között, professzora László Gyula volt. 1954-ben a szegedi Móra Ferenc Múzeumban helyezkedett el. 1956-ban a szegedi Városi Forradalmi Bizottság tagja volt. 1957-től a Magyar Nemzeti Múzeumban dolgozott, 1964-ben doktori címet szerzett. 1967-ben a múzeum régészeti állandó kiállításában a honfoglaló magyarokról szóló rész rendezője volt. 1973–'74-ben a Szabolcs-Szatmár megyei múzeumok igazgatója, de rövidesen visszatért a Magyar Nemzeti Múzeumba. 
Európa több városában (London, Párizs, Moszkva, Róma, Helsinki) bemutatták a honfoglaló magyarokról szóló kiállításait.  Az MTA Régészeti Bizottságának a tagjaként is dolgozott. „Bátran állítható, magyar régész 1971 előtt talán az összeset együttvéve – nem tett annyit a honfoglaló ősök emlékeinek módszeres kutatásáért és megmentéséért, mint Dienes István (…) honfoglalás kori ásatásainak eredménye mintegy 200 középrétegbeli illetve vezetőrétegbeli, s kereken 450 köznépi temetkezés feltárása.”

## Fontosabb művei
- A basahalmi honfoglalás kori magyar temető. Archaeológiai Értesítő 1957.
- Honfoglalás kori tarsolyainkról. Folia Archaeologica 1954.
- A honfoglaló magyarok lószerszámának néhány tanulsága. Archaeológiai Értesítő 1966.
- A honfoglaló magyarok. Budapest, 1972. – angol, francia és német nyelven is megjelent
- A honfoglaló magyarok lélekhiedelmei. In. Régészeti barangolások Magyarországon. 1978.